# Tiki Taane
Nathan Glen Taane Tinorau, detto Tiki (Christchurch, 17 dicembre 1976), è un cantante e musicista neozelandese.
Prima del debutto da solista ha fatto parte del gruppo Salmonella Dub.
Ha prodotto il suo primo album, Past, Present, Future, nel 2007. Il disco ha ottenuto un notevole successo in patria raggiungendo il 4º posto. Il primo singolo estratto dall'album Always on My Mind ha raggiunto il primo posto in classifica, è rimasto nella top ten per 19 settimane ed è stato certificata 2X Platinum.
Nel 2009 il suo secondo album Flux.

## Discografia
- Past, Present, Future - 2007
- Flux - 2009